# Salih Uçan
Salih Uçan (født 6. januar 1994 i Marmaris, Mugla) er en tyrkisk fodboldspiller, der spiller som midtbanespiller for İstanbul Başakşehir F.K. (udlånt fra Beşiktaş JK).

## Tidligere klubber
Salih Uçan har tidligere spillet for hold som Marmaris Belediyespor, Bucaspor og den tyrkiske storklub Fenerbahçe SK. Salih Uçan startede sin karriere i Marmaris Belediyespor og flyttede så i 2008 til Bucaspor. 

## Fenerbahce S.K
Efter at have spillet for Bucaspors 1. hold i 2 år, blev han solgt til Fenerbahce S.K. for 1,4 millioner Euro. Han scorede sit første mål for Fenerbahce den 14. marts 2013 i en kamp mod FC Viktoria Plzeň.[kilde mangler]

## AS Roma
Den. 5. juli 2014 blev det officielt, at Salih Uçan var blevet solgt til den italienske fodboldklub AS Roma for 11 millioner Euro.